# Rustia haitiensis
Rustia haitiensis är en måreväxtart som beskrevs av Ignatz Urban. Rustia haitiensis ingår i släktet Rustia och familjen måreväxter. Inga underarter finns listade i Catalogue of Life.